# Nottage Ridge
Nottage Ridge är en bergstopp i Antarktis. Den ligger i Östantarktis. Nya Zeeland gör anspråk på området. Toppen på Nottage Ridge är 1 396 meter över havet. Nottage Ridge ingår i Olympus Range.
Terrängen runt Nottage Ridge är bergig åt sydväst, men åt nordost är den kuperad. Trakten är obefolkad. Det finns inga samhällen i närheten. 